# Most tri luka
Ponte dei Tre Archi (hrv. Most tri luka) je jedan od dva mosta koji premošćuju Kanal Cannaregio u sestieru Cannaregio u Veneciji, Italija. Njegovo pravo ime je zapravo Ponte di San Giobbe, ali ga tako nitko ne zove, zbog njegova karakteristična 3 luka, koja su postala njegov zaštitni znak.

## Povijest
Na tom mjestu postojao je drveni most, današnji građen od cigle i kamena izgrađen je
1503. Ponte dei Tre Archi nalazi se na sredini Kanala Cannaregio kod crkve San Giobbe, njegova karakteristična tri luka, dva manja i veći centralni izvedena su da bi se premostilo široki kanal. Danas je jedini takav most u Veneciji, u vrijeme njegove gradnje, postojali su i drugi mostovi s tri luka, kao Ponte di San Lorenzo u Castellu, što se može vidjeti na slici Gentile Bellinija Il miracolo della Croce a San Lorenzo koja se danas nalazi izložena u galeriji Akademije.
Izvorni most bio je bez zaštitne ograde, kao i većina ostalih venecijanskih mostova tako da je izledao puno elegantnije.
Most je temeljno obnovio arhitekt Andrea Tirali 1688. i dao mu današnji izgled.Ponovno je obnavljan 1794. i 1970.

## Vanjske poveznice
- Ponte dei Tre Archi (Ponti di Venezia)